# Os Pequenos Rebeldes
Os Pequenos Rebeldes (também conhecido como Bom Dia e Cia apresenta Priscila e Yudi em Os Pequenos Rebeldes) é um álbum promocional da dupla de apresentadores e cantores Priscilla e Yudi Tamashiro como trilha sonora do programa, Bom Dia & Companhia.
Gravado e lançado em 2006, o álbum foi uma regravação de canções em português do grupo pop mexicano RBD, que surgiu na telenovela Rebelde (2004–06), exibida pelo SBT, sendo uma parceria das gravadoras SBT Music e EMI.

## Lista de faixas
Todas as faixas foram produzidas por Cláudio Rabello e Julinho Teixeira.
| Edição padrão  |                          |                            |         |  |
| N.º            | Título                   | Título original            | Duração |  |
| 1.             | "Atrás de Mim"           | "Tras de Mí"               | 2:48    |  |
| 2.             | "Eu Sou Rebelde"         | "Rebelde"                  | 2:44    |  |
| 3.             | "Feliz Aniversário"      | "Feliz Cumpleaños"         | 2:38    |  |
| 4.             | "Fora"                   | "Fuera"                    | 3:09    |  |
| 5.             | "O Que Houve Com o Amor" | "Qué Fue del Amor"         | 2:58    |  |
| 6.             | "Fique em Silêncio"      | "Solo Quédate en Silencio" | 2:50    |  |
| 7.             | "Venha de Novo Amor"     | "Aún Hay Algo"             | 3:00    |  |
| 8.             | "Nosso Amor"             | "Nuestro Amor"             | 3:21    |  |
| 9.             | "Querer-te"              | "Tenerte y Quererte"       | 3:10    |  |
| 10.            | "Um Pouco Desse Amor"    | "Un Poco de Tu Amor"       | 3:01    |  |
| 11.            | "O Que Há Por Trás"      | "Qué Hay Detrás"           | 3:18    |  |
| 12.            | "Só Para Você"           | "Solo Para Ti"             | 3:25    |  |
| 13.            | "Ensina-me"              | "Enséñame"                 | 3:35    |  |
| 14.            | "Salva-me"               | "Sálvame"                  | 3:56    |  |
| Duração total: | Duração total:           | Duração total:             | 44:01   |  |